# Reino de Simen
El Reino de Simen (En hebreo: ממלכת ביתא), al que a veces se denomina Reino de Beta Israel (En hebreo: ממלכת ביתא ממלכת), fue un antiguo reino legendario de los Beta Israel centrado en la parte noroccidental del Imperio Etíope que llegó a su fin en 1627 durante el reinado del emperador Susenyos I.[cita requerida]
Fue precedida por una serie de regiones que estaban bajo dominio judío en la parte noroccidental de Etiopía. La tradición judeo-etíope data el establecimiento del Reino de Simen en el siglo IV, justo después de que el reino de Axum se convirtiera al cristianismo durante el reinado de Ezana de Axum.

## Gobernantes

### Dinastía Gedeón
Una dinastía de reyes etíopes que, según la tradición de la comunidad Beta Israel, eran descendientes privilegiados de Sadoc, un alto sacerdote durante el reinado del Rey David y el Rey Salomón, cuyo hijo, Azarías, fue enviado a Etiopía junto con Menelik.[cita requerida]
- Rey Fineas - el primer rey de la Beta Israel durante el período de tiempo del emperador Ezana de Axum.
- Rey Gedeón IV, padre de la Reina Gudit.
- Reina Gudit (c. 960 - c. 1000) destruyó el reino aksumita.
- Rey Gedeón V (1434-1468) lideró la revuelta contra el emperador Zara Yaqob.
- Rey Joram fue rey de los Beta Israel durante el período del emperador Gelawdewos de Etiopía.
- Rey Radi - Rey de los Beta Israel después del Rey Joram durante el período de tiempo del emperador Menas de Etiopía.
- Rey Caleb - Rey de los Beta Israel durante el período del emperador Sarsa Dengel de Etiopía.
- Rey Goshen - Rey de los Beta Israel durante el período de tiempo del emperador Sarsa Dengel.
- Rey Gedeón VII - Rey de los Beta Israel durante el período de tiempo del emperador Susenyos de Etiopía.
- Rey Pinchas - El último rey de Beta Israel.

## Nombre
Según la tradición Beta Israel, durante su época el reino se llamaba "Reino de los Gedeones", por el nombre de la dinastía de reyes judíos que lo gobernaban. Un documento del siglo X de un historiador árabe afirma que el nombre del reino que se hizo cargo del Reino de Axum después de la revuelta de la reina Gudit es "ha-Dani".[cita requerida] Este documento podría validar los documentos de Eldad ha-Dani, quien mencionó que la Tribu de Dan se exilió voluntariamente y estableció un reino independiente. Entre el siglo XV y principios del XVII el Imperio Etíope se refirió al reino como "Falasha". Este nombre se popularizó más tarde y también aparece en los escritos judíos de ese período. El geógrafo del siglo XVI, Livio Sanuto, se refirió al reino como "Tierra de los Judíos" ("Judaeorum Terra") en su mapa de la "Tabula X" publicado en 1588. Leo Africanus también se refirió al reino de Beta Israel como "Tierra de los Judíos" ("terra de' Giudei").[cita requerida]
Otro nombre muy común en los siglos XVI y XVII fue el "Reino de Simen", que se le dio al reino después de la zona que dominó tras perder el control de las regiones de Dembiya y Wegera.

## Historia

### Establecimiento

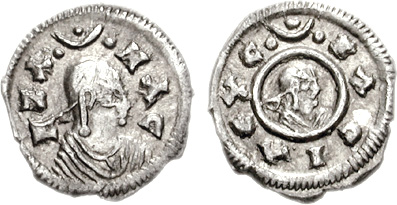
Monedas con la imagen del emperador Ezana

Según la tradición de Beta Israel, el reino judío de Beta Israel o reino de Simen se estableció inicialmente después de que Ezana fuera coronado como emperador de Axum (en el año 325 CE). Ezana, que fue educado en su infancia por el misionero Frumentius, declaró el cristianismo como la religión del imperio etíope después de ser coronado. Los habitantes que practicaban el judaísmo y se negaban a convertirse al cristianismo comenzaron a rebelarse - este grupo fue llamado "Beta Israel" por el emperador. El reino Beta Israel se estableció eventualmente después de una guerra civil entre la población judía y la población cristiana. Los rebeldes judíos durante la guerra civil comenzaron a emigrar del Imperio hacia la región de las montañas de Simen y la provincia de Dembiya -regiones situadas al norte del lago Tana y al sur del río Tekezé-, en ese momento esta región (Simen) no era parte integrante del Imperio de Axum y, como resultado, los judíos comenzaron a establecer su reino en Simen. Coronaron al primer rey, Fineas, descendiente del sumo sacerdote judío Sadoc, e iniciaron un período de expansión territorial hacia el este y el sur.[cita requerida]

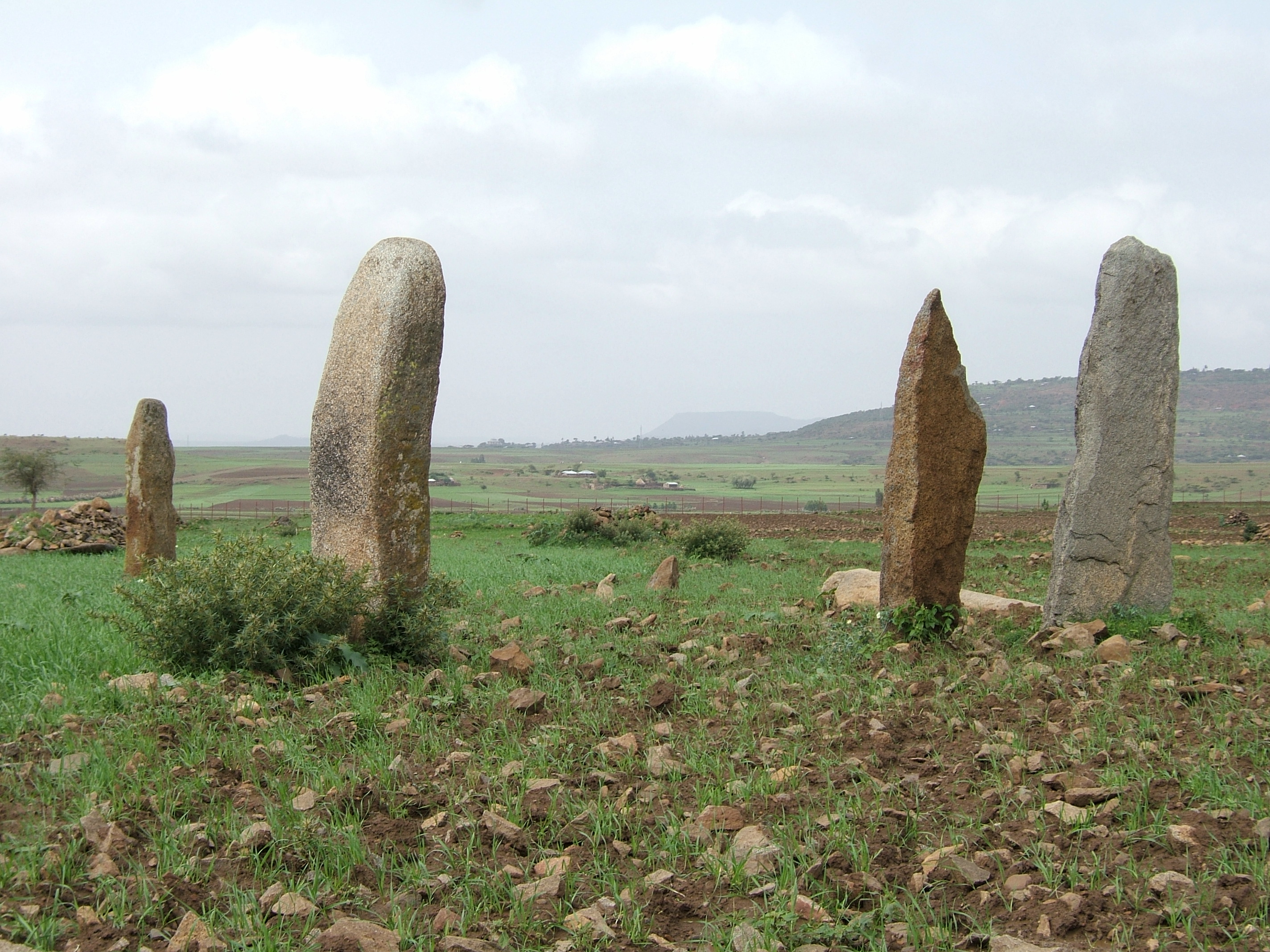
"Campo de Gudit": un área llena de ruinas de edificios destruidos que según la tradición fueron arruinados por las fuerzas de la Reina Gudit.

A mediados del siglo IX el imperio de Axum comenzó una nueva expansión que llevó a un conflicto armado entre las fuerzas del Imperio y las fuerzas de Beta Israel. El reino Beta Israel bajo el Rey Gideon el cuarto logró derrotar a las fuerzas de Axum. Sin embargo, durante la batalla el rey Gedeón fue asesinado. Como resultado, la hija de Gedeón, Gudit, heredó el reino de su padre y tomó el mando. El primer desafío de Judith fue detener cualquier futura invasión al reino por parte del Imperio Cristiano Aksumita. Como resultado, Judith formó una alianza militar con los Agaw, quienes también se opusieron a la expansión del Imperio Aksumita Cristiano.[cita requerida]
Alrededor del año 960, la gran confederación tribal dirigida por la Reina Gudit, que incluía tanto a las fuerzas de las tribus Agaw como a las fuerzas Beta Israel, invadió la capital de Axum y conquistó y destruyó la ciudad de Axum, imponiendo el dominio judío sobre el territorio. Además, el trono de Axum fue arrebatado, y las fuerzas de la Reina Gudit saquearon y quemaron el monasterio de Debre Damo, que en ese momento era un tesoro y una prisión para los parientes varones del emperador de Etiopía, matando a todos los posibles herederos del emperador.[cita requerida]
Después de la caída del Imperio, la Reina Gudit se coronó a sí misma como emperatriz y nombró gobernadores en las provincias que fueron conquistadas, llegando a gobernar 40 años, en los cuales establecería relaciones comerciales con los países vecinos y finalmente pasando el trono a sus descendientes.
La Edad de Oro del reino Beta Israel tuvo lugar, según la tradición etíope, entre los años 858-1270, en los que el reino judío floreció. Durante ese período la judería mundial escuchó por primera vez las historias de Eldad ha-Dani que aparentemente visitó el reino. Marco Polo y Benjamín de Tudela también mencionan un reino judío etíope independiente en los escritos de ese período. Este período termina con el surgimiento de la dinastía cristiana salomónica.

### Guerras y colapso
En 1270 la dinastía cristiana salomónica fue restaurada después de la coronación de un monarca que reclamaba ser descendiente del único príncipe real que logró escapar del levantamiento de la Reina Gudit. Durante los tres siglos siguientes, los emperadores de la dinastía salomónica llevaron a cabo una larga y continua serie de enfrentamientos armados con el reino judío.
En 1329, el emperador Amda Seyon hizo campaña en las provincias noroccidentales de Simen, Wegera, Tselemt y Tsegede, en las que muchos se habían estado convirtiendo al judaísmo y donde el Beta Israel había estado ganando prominencia.
El emperador Yeshaq (1414-1429) invadió el reino judío, lo anexó y comenzó a ejercer presión religiosa. Dividió los territorios ocupados en tres provincias que fueron controladas por comisionados nombrados por él. Redujo el estatus social de los judíos por debajo del de los cristianos y obligó a los judíos a convertirse o a perder sus tierras. La tierra se regalaría como rist (tenencia), un tipo de calificación de la tierra que la hacía heredable para siempre por el receptor y no transferible por el Emperador. Yeshaq decretó, "Aquel que sea bautizado en la religión cristiana puede heredar la tierra de su padre, de lo contrario que sea un Falāsī. "Este puede haber sido el origen del término "Falasha" (falāšā, "vagabundo" o "persona sin tierra").
Para 1450 el reino judío logró recuperar los territorios que había perdido y comenzó a prepararse para luchar contra los ejércitos del emperador. Las fuerzas de Beta Israel invadieron el Imperio Etíope en 1462 pero perdieron la campaña y muchas de sus fuerzas militares fueron asesinadas.
Entre los años 1529 y 1543 los ejércitos del Sultanato de Adel musulmán, con la ayuda de las fuerzas del Imperio Otomano, invadieron y lucharon contra el Imperio Etíope y estuvieron a punto de extinguir el antiguo reino de Etiopía. Durante ese período de tiempo los judíos hicieron un pacto con el Imperio Etíope. Los líderes del Reino de Beta Israel cambiaron su alianza durante la guerra y comenzaron a apoyar a los ejércitos del Sultanato de Adel, el ejército de dicho estado no vio con buenos ojos el cambio de alianza del reino judío y continuaron la lucha contra ellos. Como resultado, los líderes del reino Beta Israel se dirigieron al imperio etíope y a sus aliados los portugueses y solicitaron su ayuda para reconquistar las regiones perdidas. Las fuerzas del imperio etíope lograron finalmente conquistar el reino y liberar el imperio de Ahmed Gragn, tras lo cual declararon la guerra al Reino Judío de Simen debido al cambio de posición de los líderes judíos durante la Guerra entre Abisinia y Adel. Con la ayuda de las fuerzas portuguesas de la Orden de los Jesuitas, invadió el reino judío y ejecutó al rey judío Joram.[cita requerida]
En el siglo XVI, el rabino mayor de Egipto, el rabino David ben Solomon ibn Abi Zimra (Radbaz) proclamó que en términos de halajá (código legal judío), la comunidad etíope era judía.
Después de la ejecución del rey Joram, el rey Radi se convirtió en el líder del reino Beta Israel, este lucharía contra el Imperio Etíope del Emperador Menas. Las fuerzas del reino judío lograron conquistar el área al sur del reino y reforzaron sus defensas en las montañas Simen. 
Durante el reinado del emperador Sarsa Dengel, Simen fue invadido y sitiado, los judíos sobrevivieron al asedio, pero el Rey Goshen resultó ejecutado mientras sus soldados, así como muchos otros miembros de Beta Israel, se suicidaban en masa.
Cuando las fuerzas del imperio etíope invadieron la región de Simen, encontraron resistencia del nuevo rey Gedeón VII. Las fuerzas del imperio etíope decidieron finalmente poner fin al bloqueo y el reino judío sería restaurado brevemente.
Durante el reinado del emperador Susenyos de Etiopía se terminará por conquistar el reino y anexar al imperio etíope en 1627.[cita requerida]